# Georges Bradberry
Georges Bradberry (* 27. März 1878 in Maromme; † 8. März 1959 in Rouen) war ein französischer Maler und zählt zur Künstlergruppe der École de Rouen. Er hat in einem Zeitraum von 60 Jahren vorwiegend Pastelle und Gouachen produziert, abgesehen von sehr seltenen Ölgemälden. Die meisten seiner Werke messen 20 × 30 cm. Insgesamt schuf er etwa 1200 bis 1300 Pastelle und Gouachen.

## Leben
Georges Bradberry wurde in Maromme geboren, einem kleinen Dorf westlich von Rouen. Geboren in eine wohlhabende Familie, wandte sich Bradberry schon in jungen Jahren der Kunst zu. Sein Vater, ein britischer Gerber, und seine französische Mutter lebten in Saint-Saens. Bradberry besuchte dort die Schule und schrieb sich an der École des Beaux-Arts de Rouen in ein. Dort stellte er 1897 drei Aquarelle und eine Studie aus. Mit 19 Jahren entschied er sich, hauptsächlich mit Pastell und Gouache zu arbeiten.
Im Juni 1902 heiratete er und lebte in Wohlstand. Zwischen 1905 und 1907 illustrierte er für die Zeitung „Les Temps Nouveaux“ und war Mitbegründer der Société des Artistes Rouennais. Bei der ersten und den folgenden Ausstellungen nahm er regelmäßig mit Pastellen teil. 1910 wurde er zum Vizepräsidenten der Société des Artistes Rouennais ernannt.
Im Jahr 1913 organisierte er eine große Ausstellung von 44 Pastellen in der Galerie Legrip, die von der Presse hoch gelobt wurde. Mit dem Ausbruch des Ersten Weltkriegs verlor sich seine Spur, bis er 1929 bei einer Ausstellung in Rouen wieder auftauchte.
1934 heiratete er erneut und widmete sich der Natur und unternahm zahlreiche Wanderungen durch die Täler der Normandie. 1938 stellte er ein großes dekoratives Gemälde aus, das von einer Reise in die Bretagne inspiriert war.
Der Zweite Weltkrieg erschwerte sein Leben erheblich, aber danach setzte er seine Arbeit fort und malte ländliche Szenen in der Umgebung von Rouen. Bradberry verbrachte einige Zeit in St-Céneri, kehrte dann aber nach Rouen zurück, wo er bis zu seinem Tod am 8. März 1959 lebte.